# Mount Wolf (Pensilvania)
Mount Wolf es un borough ubicado en el condado de York, Pensilvania, Estados Unidos. Según el censo de 2020, tiene una población de 1.368 habitantes.

## Geografía
La localidad está ubicada en las coordenadas 40°03′42″N 76°42′19″O / 40.06167, -76.70528 (40.061672, -76.705197).

## Demografía
Según la Oficina del Censo en 2000 los ingresos medios por hogar en la localidad eran de $42,135 y los ingresos medios por familia eran de $47,813. Los hombres tenían unos ingresos medios de $35,268 frente a los $25,859 para las mujeres. La renta per cápita para la localidad era de $19,760. Alrededor del 4.7% de la población estaba por debajo del umbral de pobreza.
De acuerdo con la estimación 2015-2019 de la Oficina del Censo, los ingresos medios por hogar en la localidad eran de $64,375 y los ingresos medios por familia eran de $74,667. El 6.0% de la población está en situación de pobreza.